# 石川真吾
石川 真吾（いしかわ しんご、1983年10月9日 - ）は、福井県出身の映画監督、編集技師、制作部。

## 経歴
武蔵野美術大学映像学科卒。有馬顕監督・亀井亨監督・榎本憲男監督に師事。学生時代から自主映画を監督する。CM・VP・映画などの方面で監督・編集・撮影・DIT・制作・助監督・ラインプロデューサーなどの業務をマルチに担うフリーランスのフィルムメイカーとして活動している。

## 作品

### 監督
- 『あさごはん』 - YouTube（2002年）
- 『カササギの食卓』 - YouTube（2004年）
- 『般若のフレーム』 - YouTube（2005年）
- 『出発の時間』 - YouTube（2005年）
- 『蘇りの恋』 - YouTube（2015年）
- ラジオスターの奇跡（2018年）
- 裸で汁を出すだけの簡単なお仕事です。（2019年）
- STIGMA -スティグマ-（2020年）
- Food 2.0（2021年）
- Hairs（2022年）
- DELIVER 妊娠配送人（2023年）

### 主な参加作品
- この動画は再生できません THE MOVIE
- 次元大介
- 劇場版『ほんとにあった！呪いのビデオ100』
- GOLDFISH
- 餓鬼が笑う
- ラーゲリより愛を込めて
- 弟とアンドロイドと僕
- 自宅警備員と家事妖精
- リング・ワンダリング
- 『ロックンロール・ダイエット！』（2008年、元木隆史監督、嶋大輔出演）- 編集・予告制作
- 『幼獣マメシバ』（2009年、亀井亨監督　佐藤二朗主演）- DIT
- 『見えないほどの遠くの空を』（2011年、榎本憲男監督、出演：森岡龍・前野朋哉・渡辺大知）- 編集
- 『犬のおまわりさん』（2011年、有馬顕監督、中尾明慶主演）- 編集・予告編
- 『ねこばん３D』（2011年、有馬顕監督、伊武雅刀主演）- 編集・予告編
- 『何かが壁を越えてくる』（2012年、榎本憲男監督）- 編集・予告制作  ※東京国際映画祭2012ノミネート
- 『私の奴隷になりなさい』（2012年、亀井亨監督、出演：壇蜜 板尾創路 杉本彩）- DIT・予告
- 『ペコロスの母に会いに行く』（2013年、森﨑東監督　出演：岩松了・原田知世・加瀬亮・赤木春恵）- エンドロール・予告制作 ※キネマ旬報1位、映画芸術１位
- 『森のカフェ』（2015年、榎本憲男監督　出演：管勇毅　若井久美子　志賀廣太郎）- ラインプロデューサー・編集
- 『リリカルスクールの未知との遭遇』（2016年、デモ田中監督）- DIT
- 『ハルをさがして』（2016年、尾関玄監督）　-　編集
- 『無垢の祈り』（2016年、亀井亨監督）- DIT
- 『川越街道』（2016年、岡太地監督）- ラインプロデューサー
- 『Startup Girls』 （2018年、池田千尋監督　上白石萌音・山崎紘菜　主演）- 制作部
- 『愛しのアイリーン』 （2018年、吉田恵輔監督　安田顕主演）- DIT
- 『鈴木家の嘘』（2018年、野尻克己監督　出演：岸部一徳・原日出子・加瀬亮・大森南朋・岸本加世子）- DIT
- 『れいわ一揆』(2020年、原一男監督)
- 『蒲田前奏曲』
- 『空に住む』
- 『脳天パラダイス』
- 『believers』
- 『10万分の1』
- 『めぐみへの誓い』
- 『HOKUSAI』

## 関連リンク
- 映画監督石川真吾のウェブサイト
- FilmMaker Ishikawa Shingo - はてなブログ
- 石川真吾 (@ishikawashingo) - X（旧Twitter）
- 石川真吾 - YouTubeチャンネル